# Groente- en Fruitmarkt

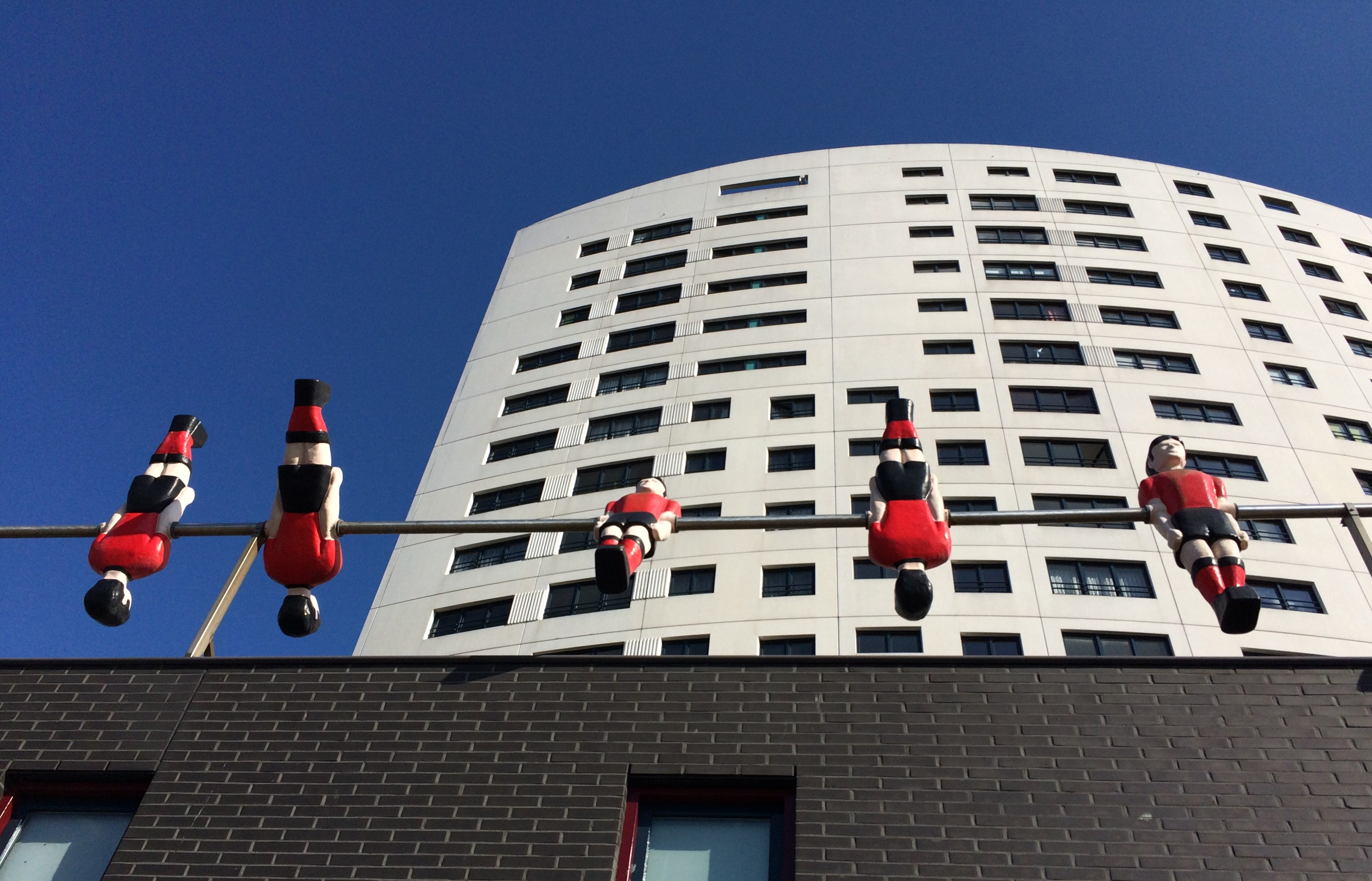
Tafelvoetbalpoppetjes op ware grootte op het dak van basisschool "Het Galjoen" op het Anna Blamanplein, een kunstwerk van Olaf Mooij uit 1999

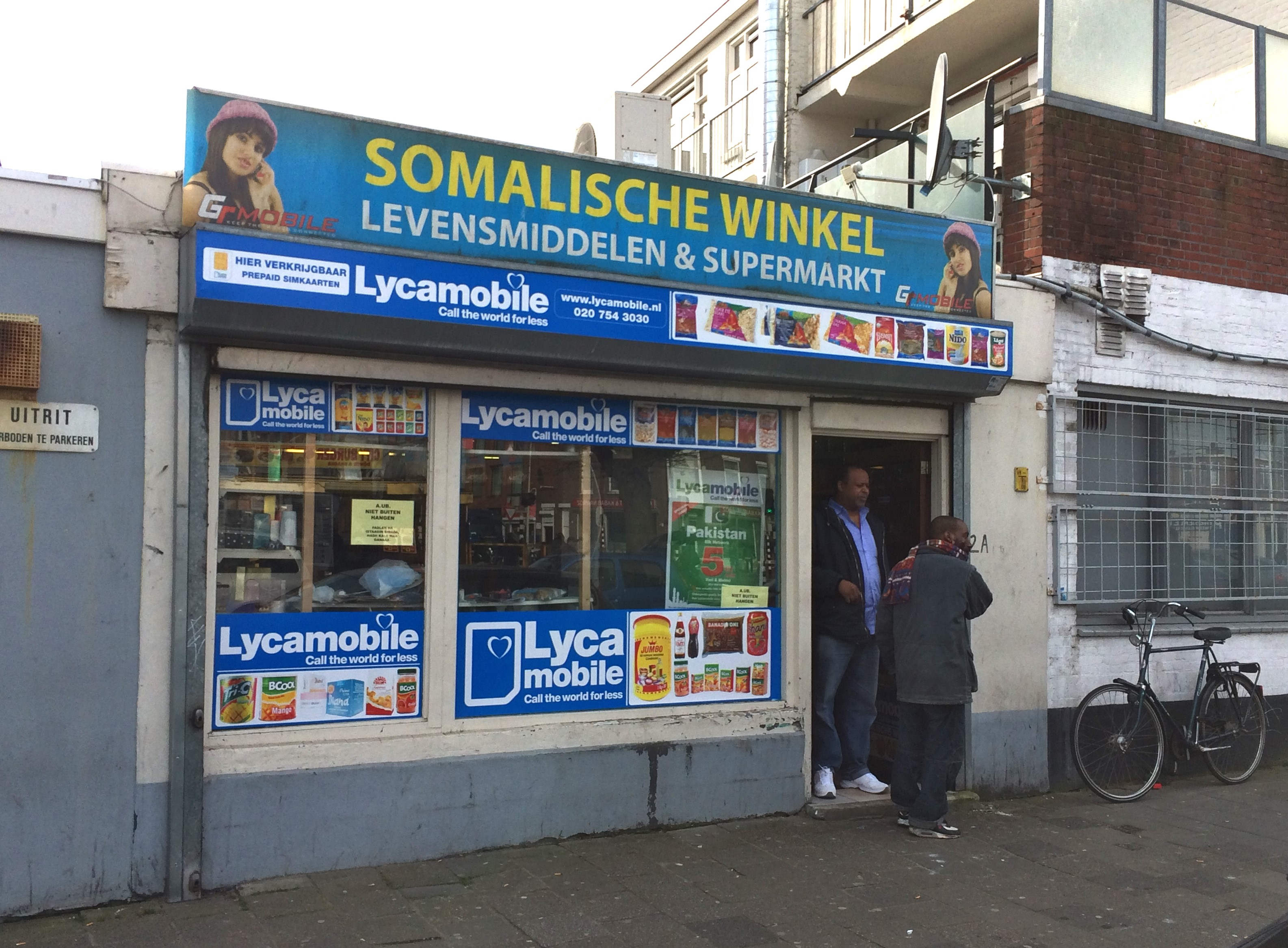
Somalische winkel, Groenteweg

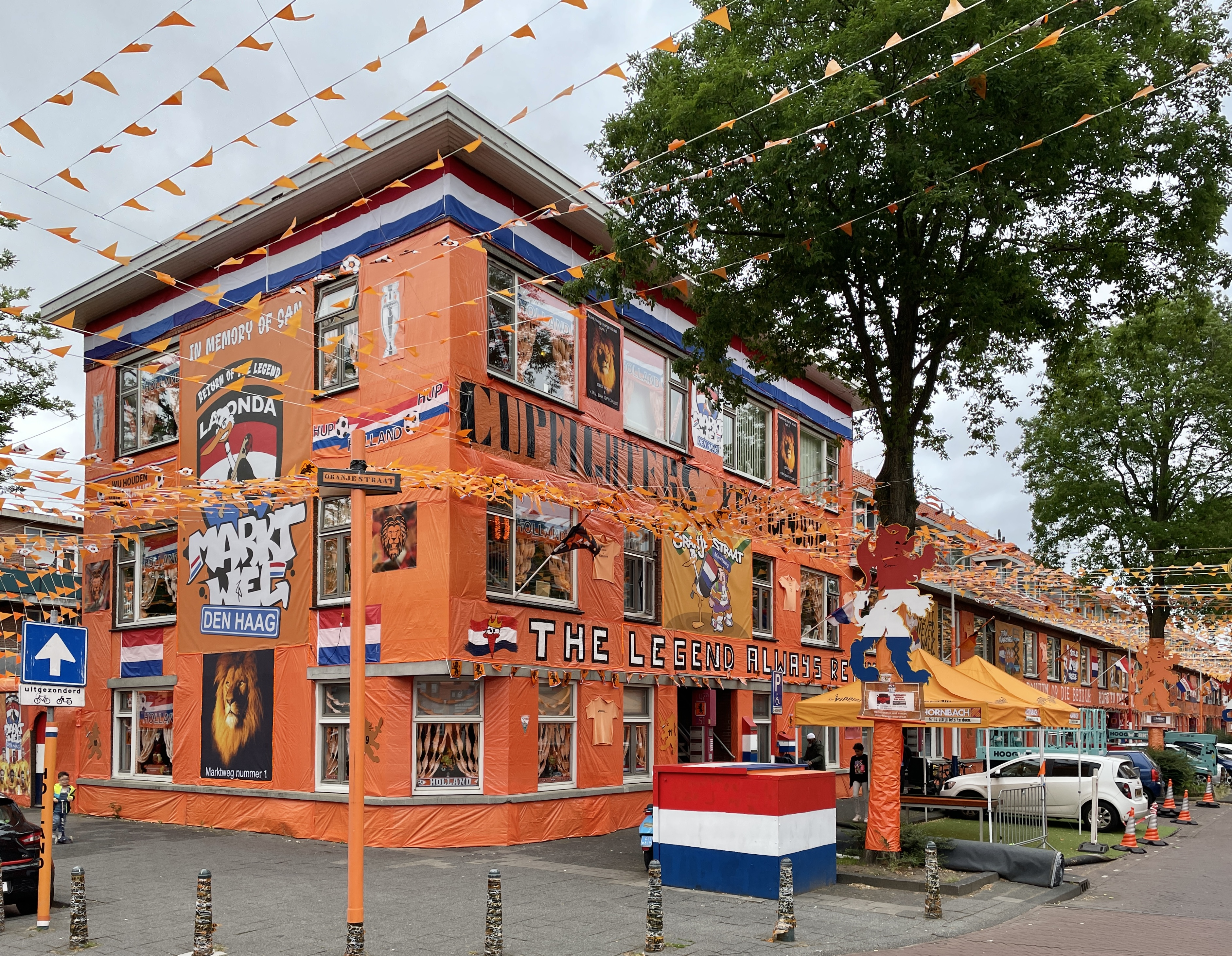
De Marktweg, de "Mooiste Oranjestraat van Nederland"

De wijk Groente- en Fruitmarkt valt onder het stadsdeel Centrum van Den Haag en heeft slechts één buurt, die ook Groente- en Fruitmarkt heet. De wijk grenst aan de wijken Laakkwartier en Spoorwijk, Moerwijk, Transvaalkwartier en Schilderswijk.
De wijk/buurt bestaat uit de volgende straten en pleinen: Anna Blamanplein, Arnold Aletrinoplantsoen, Dynamostraat, Energiestraat, Fruitweg, Groenteweg, Hoefkade (deels), Jacob Schorerlaan, Kaapseplein, Lau Mazirellaan, Marktweg, Niek Engelschmanpark, Radarstraat, Spoorslag, Televisiestraat, Telexstraat, Til Brugmanplantsoen, Troelstrakade, Veluweplein, Viaductweg en het Willem Dreespark.

## Het Zomerhof
Het eerste complex dat hier gebouwd wordt, is Het Zomerhof (1921-1923). Het bestaat uit 'controlewoningen' waar tot 1938 asociale gezinnen onder toezicht worden geplaatst om heropgevoed te worden. 
Na de sloop in 1963 worden op de plaats van het Zomerhof drie grote flatgebouwen en een school gebouwd. 
In 1924 wordt om de wijk het Laakkanaal gegraven als verbinding van de Laakhaven met de Loosduinsevaart. 

## De groente- en fruitmarkt
Vanaf 1932 verhuist de groothandelsmarkt voor groente- en fruit van de Veenkade naar het Laakkanaal. Het groothandelsterrein krijgt een haven en een goederenspoorlijn naar het  station Hollands Spoor. Om de markt heen worden woningen gebouwd en een sportterreinen aangelegd. 
In 1961 wordt de haven gedempt en het sportterrein vervangen door een bedrijfsterrein. Begin jaren 1970 verdwijnt de spoorlijn. Deze begon bij halte Wouwermanstraat, net als het goederenspoor richting Scheveningen. Het liep achter de huizen langs en naast de Energiestraat.
De Groente- en Fruitmarkt is rond 1990 verplaatst naar Leidschendam, waarna er appartementen en eengezinswoningen zijn gebouwd.

## Bevolkingssamenstelling
De meerderheid van de inwoners van de fruitmarkt heeft ten minste één ouder die in het buitenland is geboren. De meeste daarvan hebben een mgiratieachtergrond in Turkije, Marokko of Suriname.
Hieronder een overzicht van de migratieachtergronden in 2014.
- Turkije: 1979
- Marokko: 427
- Suriname: 930

## Transport
Ver voor dat de wijk er kwam, in 1886, ging al de HIJSM-stoomtram van station HS naar Scheveningen rijden. Later zou de Groenteweg ernaast aangelegd worden. In 1927 werd de stoomtram vervangen door de elektrische lijn 11. Maar er bleef goederenvervoer naar de Delftse laan en Scheveningen tot in 1974. De HTM had daarvoor twee elektrische locomotieven. Hier om waren er tussen de Wouwermanstraat en Delftse laan drie sporen; het spoor aan de kant van de markt was alleen voor de NS-treinen. Bij de Delftse laan vond de overgave plaats aan de HTM. Tussen 1981 en 1984 is het treinspoor nog gebruikt voor het afleveren van nieuwe trams. Daarna is het derde spoor geleidelijk verdwenen. Sinds 1969 rijd ook tram 12 langs de Groenteweg.

## Marktweg
Van alle straten in de wijk heeft de Marktweg een zekere landelijke bekendheid omdat hier vrijwel alle huizen tijdens voetbalkampioenschappen helemaal in het oranje worden gehuld en ook de straat zelf met talloze vlaggetjes, teksten en andere uitingen van vaderlandsliefde wordt versierd. De straat is al meermalen uitgeroepen tot de "Mooiste Oranjestraat van Nederland".

## Fruitweg No.17
Fruitweg No.17 is een bekend adres bij talloze daklozen in Den Haag. Omdat mensen zonder vaste woon- of verblijfplaats geen recht hebben op een uitkering en andere voorzieningen heeft de gemeente Den Haag op dat adres een zgn. 'daklozenloket' ter beschikking gesteld; zij kunnen dit adres opgeven als postadres zodat zij bereikbaar zijn voor (hulp-)instanties.

## Woonwagenlocaties
De wijk heeft twee woonwagenlocaties welke vlak bij elkaar liggen: aan de Energiestraat (10 standplaatsen) en aan de Viaductweg (37 standplaatsen). De locaties zijn in handen van woningcorporaties: Haag Wonen bezit de locatie aan de Energiestraat; Staedion die aan de Viaductweg. De bewoners aan de Energiestraat vinden de woonsituatie daar onprettig; zij hebben van de gemeente Den Haag de toezegging gekregen dat ze als eerste zullen mogen verhuizen als er elders in de stad een nieuwe woonwagenlocatie wordt geopend.